# أكيروبيتا

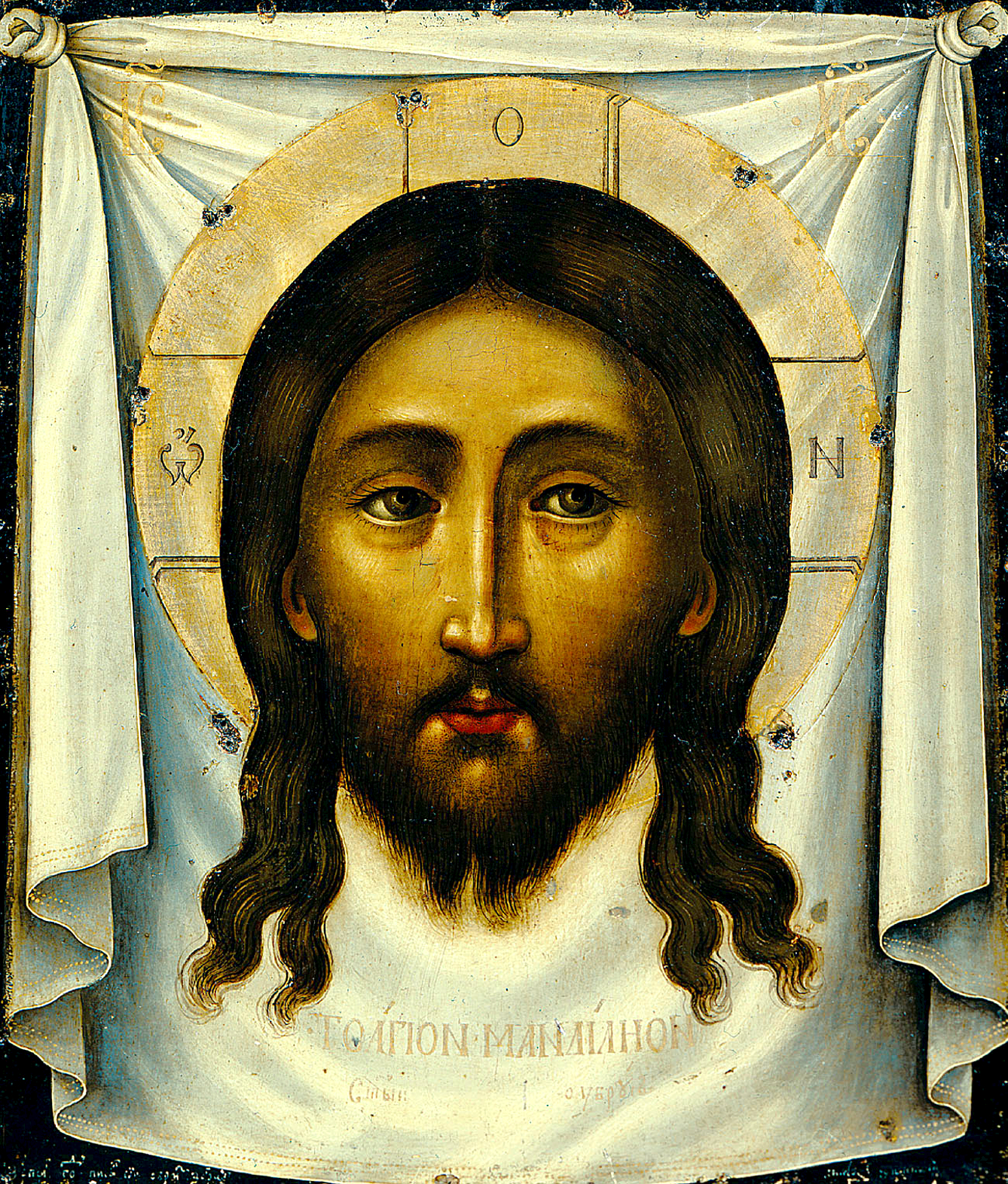

أكيروبيتا (بيونانية العصور الوسطى: ἀχειροποίητα، «غير مصنوع باليد»؛ مفرها أكيروبيتون acheiropoieton ) -وتسمى أيضًا الأيقونات غير المصنوعة باليد (والبدائل)- هي أيقونات مسيحية يُقال أنها ظهرت إلى الوجود بمعجزة؛ ولم يصنعها إنسان. وهي صور ليسوع أو لمريم العذراء دائمًا. أبرز الأمثلة المعتمدة في التقاليد السائدة بين المؤمنين، في الكنيسة الشرقية، المنديليون (المنديل)، والمعروف أيضًا باسم منديل الرها (صورة الرها)، وهوديغتريا (اعتمادًا على روايات قصصهما الأصلية التابعة- رُسمتا في العديد من الروايات بواسطة رسامين بشريين سواء ليسوع أو لمريم العذراء أثناء حياتهما)، والعديد من الأيقونات الروسية، وكفن تورينو، وحجاب فيرونيكا، والسيدة غوادالوبي وصورة مانوبيلو في الغرب. يُستخدم المصطلح أيضًا للأيقونات التي تعتبر نسخًا بشرية عادية لنموذج أصلي أُنشئ بمعجزة.  
رغم أن معظم الأكيروبيتا المشهرة اليوم هي أيقونات مرسومة على لوحات الخشبية، فإنها توجد في وسائل أخرى، مثل الفسيفساء، والبلاط الملون، والقماش. ميّز إرنست كيتسينغر نوعين منها: «إما صور يُعتقد أنها صنعت بأيدي غير أيدي البشر العاديين، أو تلك التي يُزعم أنها انطباعات ميكانيكية، رغم أنها معجزة، عن الأصل». لم يصبح الإيمان بمثل هذه الصور بارزًا إلا في القرن السادس، وأصبح كلًا من المنديل وصورة كاميوليانا معروفان جيدًا في نهايته. عُرض على الحج أنطونيوس بياتشينزا بقايا من حجاب فيرونيكا في ممفيس، مصر في سبعينيات القرن السادس.

## أمثلة بارزة

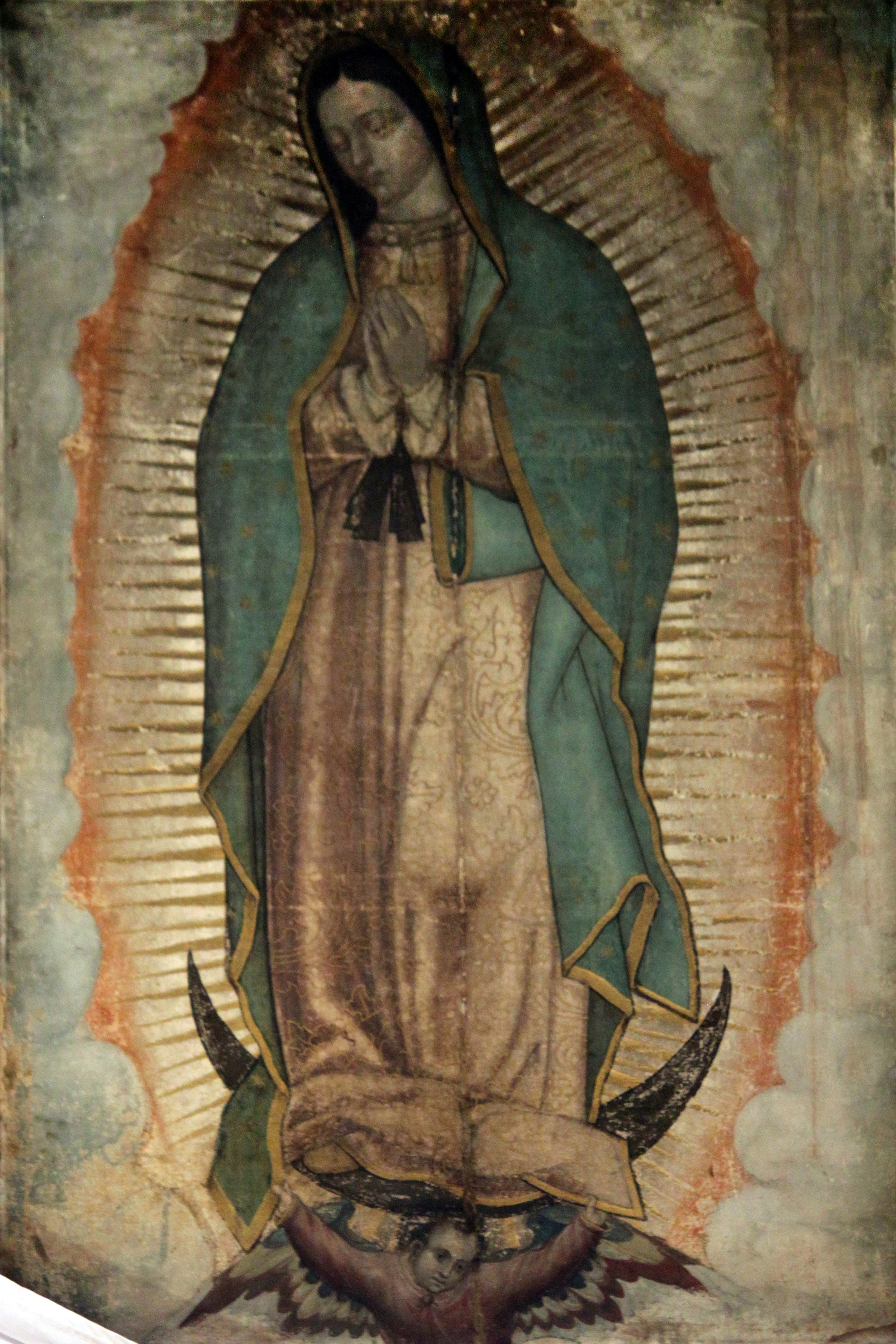
الصورة الأصلية لمنت ماريا غوادالوبي (المعروفة أيضًا بالعذراء غوادالوبي) المعروضة في بازيليكا منت ماريا غوادالوبي في مدينة مكسيكو.

### صورة الرها
كانت صورة الرها، وفقًا للأسطورة المسيحية، (المعروفة للكنيسة الأرثوذكسية الشرقية باسم مانديليون، وهي كلمة يونانية من العصور الوسطى لم تُستعمل في أي سياق آخر)، بقايا مقدسة تتكون من مربع أو مستطيل من القماش طبع عليه صورة إعجازية لوجه يسوع -الأيقونة الأول («الصورة»). ووفقًا للأسطورة، كتب أبجر الخامس إلى يسوع، يسأله أن يشفيه من مرضه. تلقى أبحر رسالة إجابة من يسوع، رفض فيها الدعوة، لكن وعده بزيارة مستقبلية من أحد تلاميذه. ذهب مع الرسالة شبيه ليسوع. سجل يوسابيوس هذه الأسطورة لأول مرة في أوائل القرن الرابع، وقال إنه نسخ وترجم الرسالة الفعلية في وثائق الكنيسة السريانية لملك الرها. ويُقال بدلًا من ذلك، إن تاديوس الرهاوي، أحد الرسل السبعون، جاء إلى الرها، حاملًا كلمات يسوع، التي شفت الملك بأعجوبة. 
كتب إفاغريوس سكولاستيكوس أول تسجيل لوجود صورة مادية في مدينة الرها القديمة (أورفة الآن)، نحو عام 600، الذي ذكر أن صورة المسيح، من أصل إلهي (θεότευκτος)، قدمت المساعدة الإعجازية في الدفاع عن الرها ضد الفرس عام 544. نُقلت الصورة إلى القسطنطينية في القرن العاشر. اختفت قطعة القماش من القسطنطينية خلال الحملة الصليبية الرابعة [نهب القسطنطينية] عام 1204، وظهرت مرة أخرى على شكل بقايا في سانت شابيل، المصلى الكنسي للملك لويس التاسع ملك فرنسا، في باريس. اختفت أخيرًا في الثورة الفرنسية.
تشتهر أيقونة أنشا في جورجيا بأنها الكراميديون (البلاط المقدس)، وهي أكيروبيتون أخرى مسجلة من فترة مبكرة، طبع عليها وجه المسيح إعجازيًا عن طريق الاتصال مع مانديليون. وتُمثل لمؤرخي الفن، أيقونة جورجية من القرنين السادس والسابع.

### صورة كاموليانا
كان أيقونة المسيح من كاموليانا في كابادوكيا، أشهر مثال يوناني، منذ وصولها إلى القسطنطينية عام، رغم أنها غير معروفة كثيرًا الآن، (ربما دُمرت في فترة حرب الأيقونات البيزنطية) 574، استخدمت بعدها كبلاديوم (حامية) في معارك فيليبكوس وبريسكوس وهيركليوس، وفي حصار آفار أوراسيا للقسطنطينية عام 626، وأشاد بها جورج بيسيدا.

### صورة قصر لاتيران في روما
تُحفظ هذه الصورة، التي تسمى أيضًا أورونيكا، في ما كان في الماضي كنيسة البابا الخاصة، في غرفة تعرف الآن باسم سانكتا سانكتورم في أعلى سكالا سانكتا (الدرج المقدس) في جزء باقي من قصر لاتران القديم في روما. تقول الأسطورة أن لوقا الإنجيلي بدأ هذه الصورة وأنهتها الملائكة.
يُعتقد أن الأيقونة رُسمت في روما بين القرنين الخامس والسادس. لم يبق اليوم سوى آثار طفيفة للصورة الأصلية لجلالة المسيح مع هالة متصالبة تحت البقايا المعاد تلوينها، في الوضعية الكلاسيكية للمعلم الذي يحمل لفافة القانون في يده اليسرى بينما يرفع في لفتة مباركة. رُممت عدة مرات، وتغير الوجه بالكامل عندما وضع البابا ألكسندر الثالث (1159-1181) الوجه الحالي، المرسوم على الحرير، فوق الأصلي. غطى إينوسنت الثالث (1189-1216) بقية الأيقونة المقدسة بريزا (قميص حماية) فضية مزخرفة، لكن غطت الزخارف اللاحقة الأخرى سطحها بالكامل. ونظفت أيضًا خلال الترميم الأخير.
تعود الأبواب التي تحمي الأيقونة، المغطاة أيضًا بالفضة المنقوشة، إلى القرن الخامس عشر. تحتوي على مظلة من المعدن والخشب المذهب فوقها، التي حلت محل تلك التي وضعها كاراداوسي (1452-1527) والتي فُقدت خلال نهب روما عام 1527. فحص مؤرخ الفن اليسوعي جيه. ويلبرت الصورة نفسها في عام 1907.
توجد سجلات للصورة تعود لأوائل عهد البابا سرجيوس الأول (687-701)، تشير إلى أن كانت تُحمل في موكب سنوي في أعياد معينة، وحمل البابا ستيفن الثاني (752-757) الصورة على كتفيه في موكب لمواجهة تهديد اللومبارديين. بحلول القرن التاسع، أصبح موكبها المستفيض محط اهتمام عيد انتقال العذراء. كان البابا والأساقفة الكرادلة السبعة يحتفلون بالقداسات في الحرم الصغير الذي كانت فيه في العصور الوسطى، وكانوا يقبلون أقدامه أحيانًا. رغم أنها لم تعد موضوع طقسي مميز، ما يزال بعض الرومان يبجلون هذه الأيقونة، ويعتبرونها الأمل الأخير للعاصمة في الكوارث والأحداث التي لا تنسى، ويمكن مقارنة هذا التبجيل مع تبجيل أيقونة خلاص الشعب الروماني القديمة في كنيسة سانتا ماريا ماجيوري، في روما أيضًا. كان الرمز السابق يؤخذ عبر روما سنويًا في موكب «للقاء» الأخير في عيد الانتقال.

### صورة مانوبيلو
أعلن الأب اليسوعي الألماني هاينريش فايفر، أستاذ تاريخ الفن في الجامعة الغريغورية الحبرية في عام 1999، في مؤتمر صحفي في روما أنه وجد الحجاب في كنيسة الدير الكبوشي، في قرية مانوبيلو الصغيرة بإيطاليا، التي كانت في رعاية الرهبان الكبوشيين منذ عام 1660. شهد الأب دوناتو دا بومبا في بحثه «علاقة تاريخية» الذي يعود تاريخه إلى عام 1640على الصورة، المعروفة باسم صورة مانوبيلو. كشفت الدراسات الحديثة عن تطابقات ملحوظة مع الكفن. في سبتمبر 2006، قام البابا بندكت السادس عشر برحلة حج خاصة إلى الضريح، وكان أول بابا يقوم بذلك البابا، ما رفعها إلى مرتبة البازيليكا.

### كفن تورينو
كفن تورينو هو قطعة من قماش الكتان تحمل صورة خفية لرجل يبدو أنه تعرض لصدمة جسدية بطريقة تتوافق مع الصلب. ويظهر بوضوح أن الصورة عبارة عن صورة فوتوغرافية سلبية، كما لوحظ لأول مرة في عام 1898 على اللوحة الفوتوغرافية العكسية عندما سُمح للمصور الهاوي سيكوندو بيا بشكل غير متوقع بتصويره. يُحفظ الكفن في الكنيسة الملكية بكاتدرائية القديس يوحنا المعمدان في تورين بإيطاليا. اعتمدت الكنيسة الكاثوليكية الرومانية على هذه الصورة بالارتباط مع الإخلاص لوجه يسوع المقدس ويعتقد البعض أنها القماش الذي غطى يسوع عند الدفن. وقد تم تأريخ الكفن الكتان بالكربون المشع وأظهر التأريخ أنه نشأ في أواخر القرن الثالث عشر أو أوائل القرن الرابع عشر الميلادي. وبالتالي، فإن الكفن خدعة أو تزوير من العصور الوسطى -أو أيقونة أنشئت على هذا النحو. وهو موضوع نقاش حاد بين بعض العلماء والمؤمنين والمؤرخين والكتاب بشأن أين ومتى وكيف أُنشئ الكفن وصوّر.